# Edward Middleton Barry
Pour les articles homonymes, voir Middleton et Barry.
Edward Middleton Barry (Londres, 7 juin 1830 - 27 janvier 1880) est un architecte britannique du XIXe siècle. Troisième fils et collaborateur de son père, Sir Charles Barry, Edward termine le travail de celui-ci, après sa mort en 1860, sur le palais de Westminster et la mairie d'Halifax, mais on lui doit aussi de nombreux autres bâtiments de son cru, surtout à Londres ; il s'en tenait souvent à un style très classique. Il est élu membre associé de la Royal Academy en 1861 et membre à part entière en 1869 ; de 1873 jusqu'à sa mort, il y est professeur d'architecture. Il a remodelé le haut de l'escalier central de la Burlington House en 1876.

## Contributions importantes
Parmi ses contributions les plus importantes à l'architecture londonienne, il y a le théâtre de la Royal Opera House à Covent Garden. Le théâtre précédent (construit par Robert Smirke en 1809) avait été détruit dans un incendie en 1857. Edward Barry est chargé de concevoir le nouveau « Royal Italian Opera » comme on l'appelait communément alors, et l'achève pour son inauguration officielle le 15 mai 1858. On lui doit aussi la conception du Hall Floral voisin, une structure étourdissante de verre et de fonte, nettement influencée par le Crystal Palace de la Great Exhibition de 1851. Le travail réalisé à Covent Garden a une influence considérable dans le fait que l'on a confié à Barry la conception de la Royal Opera House (en) à La Valette (1866), qui est maintenant détruite.

## Autres réalisation

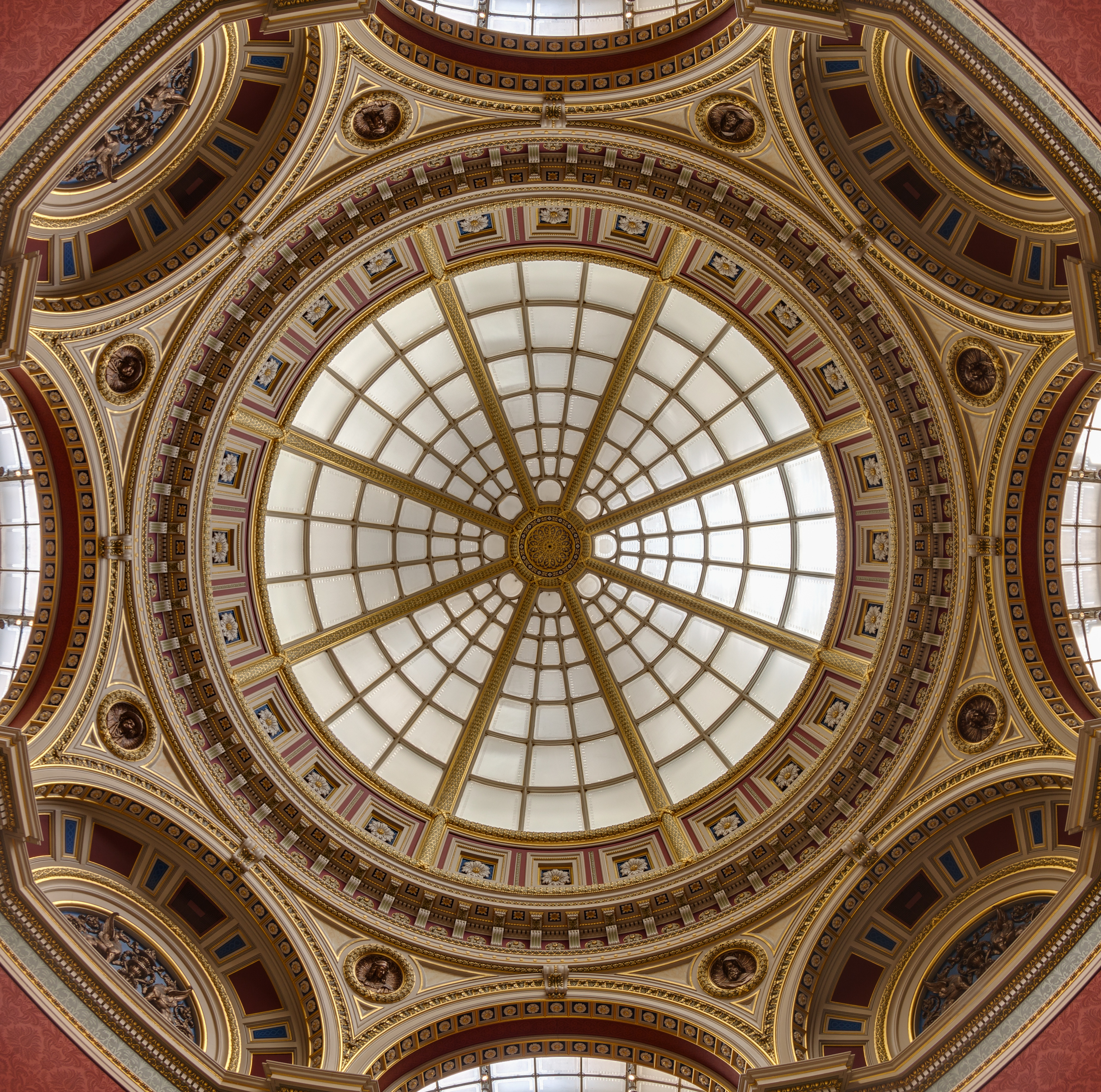
Coupole de la salle n° 36 des Barry Rooms de la National Gallery, à Londres

- Église Saint-Sauveur Hampstead, Londres (1856)
- Birmingham and Midland Institute (en) (1857, ce dernier est devenu la Birmingham Reference Library mais a été démoli dans les années 1960)
- Leeds Grammar School (en) (1857 – qui fait maintenant partie de la Business School de l'université de Leeds
- Tombe d'Alexander Berens au cimetière de West Norwood (1858)
- The Star and Garter Hotel, Richmond Hill, Londres (1864)
- Mairie d'Halifax, Yorkshire de l'Ouest (1864)
- Charing Cross Hotel (en) et la croix d'Éléonore voisine (réplique victorienne érigée en 1863 par la London, Chatham and Dover Railway Company – à l’origine la croix avait été érigée par le roi Édouard Ier en 1291, mais enlevée en 1647), Londres (1865)
- Reconstruction et extension de Crewe Hall, près de Crewe, Cheshire (1866)
- Palais de Westminster (la finition du travail de son père a été achevée en 1870; le seul élément important dû entièrement à Édouard a été la colonnade dans la cour du nouveau palais avec les grilles de protection autour de la cour)
- Wykehurst Place, près de Bolney (en) dans le Sussex de l'Ouest (1872)
- The Exchange, Bristol (en) (1872)
- Cobham Park House, Cobham (1873)
- Partie Est du Downing College (Cambridge), (1873)
- Église Sainte-Anne, Clifton, près d'Eccles, Manchester (1874)
- L'hôpital des Enfants malades, (Great Ormond Street Hospital), Great Ormond Street Hospital Londres (1872 – maintenant démoli bien que sa chapelle, Saint-Christophe, subsiste (1875))
- Entrée du Fitzwilliam Museum, Cambridge (1875)
- Monument pour la famille grecque d'Eustratios Ralli, West Norwood cemetery (1875)
- Nouvelles galeries (The Barry Rooms) et dôme pour la National Gallery (Londres) (1876)
- the royal opera house (1858)

## Sources
- (en) Cet article est partiellement ou en totalité issu de l’article de Wikipédia en anglais intitulé « Edward Middleton Barry » (voir la liste des auteurs).